# Comuni italiani di lingua walser
Elenco dei comuni italiani riconosciuti ufficialmente come di lingua walser, secondo lo statuto della Regione autonoma Valle d'Aosta e la legge 482/1999 (per i comuni nelle province di Vercelli e del VCO).

## Valle d'Aosta
| Nome italiano        | Nome walser              | Abitanti |
| -------------------- | ------------------------ | -------- |
| Gressoney-La-Trinité | Greschòney Drifaltigkeit | 304 ab.  |
| Gressoney-Saint-Jean | Greschòney Zer Chilchu   | 815 ab.  |
| Issime               | Éischeme                 | 404 ab.  |

## Piemonte

### Vercelli
| Nome italiano     | Nome walser        | Abitanti |
| ----------------- | ------------------ | -------- |
| Alagna Valsesia   | Im Land            | 428 ab.  |
| Carcoforo         | Kirchof            | 80 ab.   |
| Rima San Giuseppe | Arimmu o Ind Rimmu | 66 ab.   |
| Rimella           | Remmalju           | 133 ab.  |
| Rimasco           | Rimask             | 121 ab.  |
| Riva Valdobbia    | Riifu              | 248 ab.  |

### Verbano-Cusio-Ossola
| Nome italiano | Nome walser | Abitanti  |
| ------------- | ----------- | --------- |
| Baceno        | im Bätsche  | 951 ab.   |
| Formazza      | Pomatt      | 438 ab.   |
| Macugnaga     | Z'Makanà    | 611 ab.   |
| Ornavasso     | Urnafasch   | 3.382 ab. |
| Premia        | z' Plattu   | 583 ab.   |
| Valstrona     | Valstron    | 1.257 ab. |